# بيفيرس (إزار)
بيفيرس هي بلدية في مقاطعة إزار في جنوب شرق فرنسا.